# 피터 트래버스

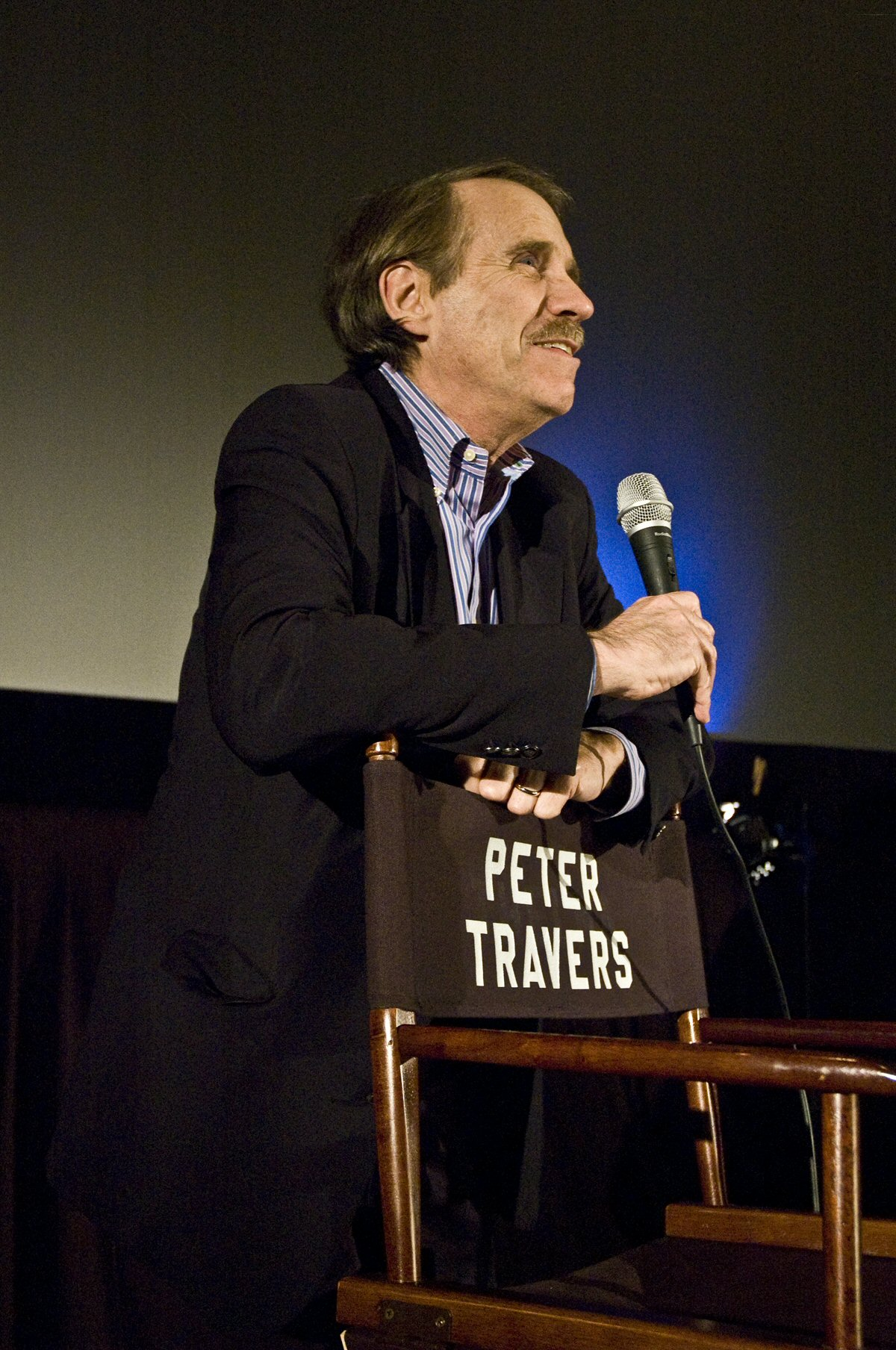
피터 트래버스

피터 트래버스(Peter Travers)는 미국의 영화 평론가이다. 피플지와 롤링 스톤지에서 영화평을 쓰고 있다.